# Махмуд Ейд
Махмуд Хаїр Мохаммед Дахадха (араб. محمود خير عيد دحادحة; нар. 26 червня 1993, Нючепінг, Швеція) — палестинський футболіст, півзахисник шведського клубу «Кальмар» та національної збірної Палестини.

## Клубна кар'єра
Футболом розпочав займатися у 8-річному віці в «Нючепінгу». У 15-річному віці приєднався до «Гаммарбю». Виступав за юнацькі та молодіжні команди клубу, а останні два роки свого перебування в клубі захищав кольори резервної команди, «Гаммарбю Талант».
Напередодні старту сезону 2012 року перейшов до «Васалундса». У липні 2013 року повернувся до клубу в якому розпочав свій футбольний шлях, «Нючепінг». У своєму дебютному сезоні відзначився шістьма голами у восьми матчах.
До початку сезону 2016 року Ейд опинився в «Отвідабергс». Проте після 16 матчів та 8 голів у Супереттані Ейд перейшов у серпні того ж року до вищолігового «Кальмаур», з яким підписав контракт на 3,5 роки. У дебютному матчі за нову команду відіграв ключову роль: відзначився голом у воротах «Гельсінборга», який став переможним для «Кальмара».
У березні 2018 року Ейд був відправлений в оренду до норвезького «Мйондалена», до 15 липня 2018 року. 10 серпня 2018 року відправився в оренду в ГАІС до завершення сезону. З 2019 року, після повернення з оренди, почав залучатися до матчів «Кальмара» у вищому дивізіоні шведського чемпіонату.

## Кар'єра в збірній
У футболці національної збірної Палестини дебютував 6 листопада 2014 року в програному (0:2) поєдинку проти Саудівської Аравії. Дебютним голом за палестинську збірну відзначився 9 листопада 2014 року в переможному (3:1) поєдинку проти В'єтнаму. У складі збірної виступав на кубку Азії 2015 року. На цьому турнірі зіграв у трьох матчах (проти Японії, Йорданії та Іраку). Станом на 27 жовтня 2019 року зіграв у 18-и офіційних матчах, відзначився 1 голом.

### Голи за збірну
Рахунок та результат збірної Палестини в таблиці подано на першому місці.
| №  | Дата             | Місце                                         | Суперник | Рахунок | Результат | Змагання         |
| -- | ---------------- | --------------------------------------------- | -------- | ------- | --------- | ---------------- |
| 1. | 9 листопада 2014 | Національний стадіон Мю Дзінь, Ханой, В'єтнам | В'єтнам  | 3–1     | 3–1       | Товариський матч |

## Статистика виступів

### Клубна
Станом на 28 березня 2018.
| Сезон                 | Клуб                  | Чемпіонат             | Чемпіонат | Чемпіонат | Нац. кубок | Нац. кубок | Нац. кубок | Міжнар. кубок | Міжнар. кубок | Міжнар. кубок | Суперкубок | Суперкубок | Суперкубок | Загалом | Загалом |
| Сезон                 | Клуб                  | Див.                  | Матчі     | Голи      | Див.       | Матчі      | Голи       | Див.          | Матчі         | Голи          | Див.       | Матчі      | Голи       | Матчі   | Голи    |
| --------------------- | --------------------- | --------------------- | --------- | --------- | ---------- | ---------- | ---------- | ------------- | ------------- | ------------- | ---------- | ---------- | ---------- | ------- | ------- |
| 2011                  | «Гаммарбю Талант»     | Д1                    | 17        | 1         | -          | -          | -          | -             | -             | -             | -          | -          | -          | 17      | 1       |
| 2012                  | «Васалундс»           | Д1                    | 20        | 3         | КШ         | 1          | 1          | -             | -             | -             | -          | -          | -          | 21      | 4       |
| січ.-лип. 2013        | «Васалундс»           | Д1                    | 11        | 3         | КШ         | 0          | 0          | -             | -             | -             | -          | -          | -          | 11      | 3       |
| Усього за «Васалундс» | Усього за «Васалундс» | Усього за «Васалундс» | 31        | 6         |            | 1          | 1          |               | -             | -             |            | -          | -          | 32      | 7       |
| лип.-гр. 2013         | «Нючепінг»            | Д1                    | 8         | 6         | КШ         | 1          | 0          | -             | -             | -             | -          | -          | -          | 9       | 6       |
| 2014                  | «Нючепінг»            | Д1                    | 22        | 6         | КШ         | 1          | 0          | -             | -             | -             | -          | -          | -          | 23      | 6       |
| 2015                  | «Нючепінг»            | Д1                    | 18        | 9         | КШ         | 0          | 0          | -             | -             | -             | -          | -          | -          | 18      | 9       |
| Усього за «Нючепінг»  | Усього за «Нючепінг»  | Усього за «Нючепінг»  | 48        | 21        |            | 2          | 0          |               | -             | -             |            | -          | -          | 50      | 21      |
| сіс.-сер. 2016        | «Отвідабергс»         | С                     | 16        | 8         | КШ         | 0          | 0          | -             | -             | -             | -          | -          | -          | 16      | 8       |
| сер.-гр. 2016         | «Кальмар»             | А                     | 10        | 2         | КШ         | 3          | 0          | -             | -             | -             | -          | -          | -          | 13      | 2       |
| 2017                  | «Кальмар»             | А                     | 15        | 0         | КШ         | 1          | 1          | -             | -             | -             | -          | -          | -          | 16      | 1       |
| Усього за «Кальмар»   | Усього за «Кальмар»   | Усього за «Кальмар»   | 25        | 2         |            | 4          | 1          |               | -             | -             |            | -          | -          | 29      | 3       |
| 2018                  | «Мйондален»           | 1Д                    | 0         | 0         | КН         | 0          | 0          | -             | -             | -             | -          | -          | -          | 0       | 0       |
| Загалом               | Загалом               | Загалом               | 137       | 38        |            | 7          | 2          |               | -             | -             |            | -          | -          | 144     | 40      |

## Титули і досягнення
- Володар Кубка Чемпіонів Таїланду (1):

«Бангкок Юнайтед»: 2023